# 台灣播出之日劇列表 (2017年)
2017年台灣播出之日劇列表為在2017年台灣播映過之日本電視劇列表，此列表僅列出首播的日本電視劇。
| 日期     | 劇名 (日文)                                                                       | 日本電視台     | 台灣電視台     | 主要演員                                       | 網站                        | 日本播出季節       |
| -------- | --------------------------------------------------------------------------------- | -------------- | -------------- | ---------------------------------------------- | --------------------------- | ------------------ |
| 1月14日  | 全新毛骨悚然撞鬼經驗 （ほんとにあった怖い話 夏の特別編2016）                                                         | CX             | 緯來日本台     | 中島健人、武井咲、乃木坂46、柳葉敏郎、前田敦子 | 網頁 （页面存档备份，存于） | 2016 夏            |
| 1月15日  | 真幌站前番外地 （まほろ駅前番外地）                                                               | TX             | WAKUWAKU JAPAN | 瑛太、松田龍平                                 | 網頁 （页面存档备份，存于） | 2013 冬            |
| 1月21日  | 東京妄想女子 （東京タラレバ娘）                                                                 | NTV            | 緯來日本台     | 吉高由里子                                     | 網頁 （页面存档备份，存于） | 2017 冬            |
| 1月22日  | 啊，生命之光～心愛的你 （A LIFE〜愛しき人〜）                                                       | TBS            | WAKUWAKU JAPAN | 木村拓哉                                       | 網頁 （页面存档备份，存于） | 2017 冬            |
| 1月25日  | 白色榮光3 （）                                                                    | KTV            | WAKUWAKU JAPAN | 伊藤淳史                                       | 網頁 （页面存档备份，存于） | 2011 夏            |
| 1月28日  | 白色榮光 特別篇2011 （チーム・バチスタSP2011〜さらばジェネラル!天才救命医は愛する人を救えるか〜）                                                          | KTV            | WAKUWAKU JAPAN | 伊藤淳史                                       | 網頁 （页面存档备份，存于） | 2011 冬            |
| 1月28日  | 東京傷情故事SP～千住之戀～ （東京センチメンタルSP 〜千住の恋〜）                                                   | TX             | WAKUWAKU JAPAN | 吉田鋼太郎                                     | 網頁 （页面存档备份，存于） | 2017 冬            |
| 1月29日  | 賢者之愛 （賢者の愛）                                                                     | WOWOW          | WAKUWAKU JAPAN | 中山美穗                                       | 網頁 （页面存档备份，存于） | 2016 夏            |
| 2月4日   | 奪愛之冬 （奪い愛、冬）                                                                     | EX             | WAKUWAKU JAPAN | 倉科佳奈                                       | 網頁 （页面存档备份，存于） | 2017 冬            |
| 2月9日   | 白色榮光4 （）                                                                    | KTV            | WAKUWAKU JAPAN | 伊藤淳史                                       | 網頁 （页面存档备份，存于） | 2014 冬            |
| 2月16日  | 真田丸 （真田丸）                                                                       | NHK            | 緯來日本台     | 堺雅人                                         | 網頁 （页面存档备份，存于） | 2016 冬 ～ 2016 秋 |
| 2月18日  | Specialist 1-2 （）                                                               | EX             | WAKUWAKU JAPAN | 草彅剛                                         | 網頁 （页面存档备份，存于） | 2013 春            |
| 2月19日  | Specialist 1-2 （）                                                               | EX             | WAKUWAKU JAPAN | 草彅剛                                         | 網頁 （页面存档备份，存于） | 2014 冬            |
| 2月24日  | 推理要在晚餐後 特別篇 （）                                                        | CX             | WAKUWAKU JAPAN | 椎名桔平                                       | 網頁 （页面存档备份，存于） | 2012 冬            |
| 2月24日  | 不便的便利屋 2016 初雪 （不便な便利屋 2016 初雪）                                                       | TX             | WAKUWAKU JAPAN | 岡田將生                                       | 網頁 （页面存档备份，存于） | 2016 秋            |
| 2月25日  | Specialist 3-4 （）                                                               | EX             | WAKUWAKU JAPAN | 草彅剛                                         | 網頁 （页面存档备份，存于） | 2015 冬            |
| 2月26日  | Specialist 3-4 （）                                                               | EX             | WAKUWAKU JAPAN | 草彅剛                                         | 網頁 （页面存档备份，存于） | 2015 秋            |
| 2月25日  | 聖女 （聖女）                                                                         | NHK            | WAKUWAKU JAPAN | 廣末涼子                                       | 網頁 （页面存档备份，存于） | 2014 夏            |
| 3月1日   | 連續劇集 Specialist （スペシャリスト Specialist）                                                          | EX             | WAKUWAKU JAPAN | 草彅剛                                         | 網頁 （页面存档备份，存于） | 2016 冬            |
| 3月3日   | 勇者義彥與惡靈之鑰 （勇者ヨシヒコと悪霊の鍵）                                                           | TX             | WAKUWAKU JAPAN | 山田孝之                                       | 網頁 （页面存档备份，存于） | 2012 秋            |
| 3月14日  | 人造花之蜜 （造花の蜜）                                                                   | WOWOW          | WAKUWAKU JAPAN | 檀麗                                           | 網頁 （页面存档备份，存于） | 2011 秋            |
| 3月27日  | 砂之塔 （砂の塔〜知りすぎた隣人）                                                                       | TBS            | 緯來日本台     | 菅野美穗                                       | 網頁（页面存档备份，存于）  | 2016 秋            |
| 4月1日   | 獻給你的勛章 （君に捧げるエンブレム）                                                                 | CX             | WAKUWAKU JAPAN | 櫻井翔                                         | 網頁 （页面存档备份，存于） | 2017 冬            |
| 4月1日   | 寵物情人 （きみはペット）                                                                     | CX             | WAKUWAKU JAPAN | 入山法子、志尊淳                               | 網頁 （页面存档备份，存于） | 2017 冬            |
| 4月2日   | 沒有鑰匙的夢 （鍵のない夢を見る）                                                                 | WOWOW          | WAKUWAKU JAPAN | 倉科加奈、成海璃子、木村多江、高梨臨、廣末涼子 | 網頁（页面存档备份，存于）  | 2013 夏            |
| 4月6日   | 領導者們II （LEADERS II）                                                                   | TBS            | 緯來日本台     | 佐藤浩市                                       | 網頁 （页面存档备份，存于） | 2017 冬            |
| 4月11日  | CRISIS 特別搜查隊 （CRISIS 公安機動捜査隊特捜班）                                                            | KTV            | WAKUWAKU JAPAN | 小栗旬                                         | 網頁（页面存档备份，存于）  | 2017 春            |
| 4月15日  | 真命天菜 （ボク、運命の人です。）                                                                     | NTV            | 緯來日本台     | 龜梨和也                                       | 網頁 （页面存档备份，存于） | 2017 春            |
| 4月23日  | 貴族偵探 （貴族探偵）                                                                     | CX             | WAKUWAKU JAPAN | 相葉雅紀                                       | 網頁 （页面存档备份，存于） | 2017 春            |
| 4月23日  | 使命和正義 （小さな巨人）                                                                   | TBS            | WAKUWAKU JAPAN | 長谷川博己                                     | 網頁 （页面存档备份，存于） | 2017 春            |
| 4月24日  | 童裝小姐 （べっぴんさん）                                                                     | NHK            | 緯來日本台     | 芳根京子                                       | 網頁（页面存档备份，存于）  | 2016 秋 ～ 2017 冬 |
| 5月1日   | 重版出来！ （重版出来!）                                                                   | TBS            | 公視3台        | 黑木華                                         | 網頁 （页面存档备份，存于） | 2016 春            |
| 5月6日   | 約會～戀愛究竟是什麼～ 特別篇 （）                                                | CX             | WAKUWAKU JAPAN | 杏                                             | 網頁 （页面存档备份，存于） | 2015 夏            |
| 5月19日  | 勇者義彥與被引導的七人 （勇者ヨシヒコと導かれし七人）                                                       | TX             | WAKUWAKU JAPAN | 山田孝之                                       | 網頁 （页面存档备份，存于） | 2016 秋            |
| 5月25日  | 靈異之眼 （無痛〜診える眼〜）                                                                     | CX             | 緯來日本台     | 西島秀俊                                       | 網頁 （页面存档备份，存于） | 2015 秋            |
| 6月5日   | 臨床犯罪學者 火村英生的推理 （臨床犯罪学者 火村英生の推理）                                                  | NTV            | 緯來日本台     | 齋藤工                                         | 網頁 （页面存档备份，存于） | 2016 冬            |
| 6月10日  | 女演員的C咖人生1 （かもしれない女優たち）                                                             | CX             | WAKUWAKU JAPAN | 竹內結子、真木陽子、水川麻美                   | 網頁 （页面存档备份，存于） | 2015 春            |
| 6月17日  | 女演員的C咖人生2 （かもしれない女優たち2016）                                                             | CX             | WAKUWAKU JAPAN | 廣末涼子、井川遙、齊藤由貴                     | 網頁 （页面存档备份，存于） | 2016 秋            |
| 7月2日   | 愛吃拉麵的小泉同學 （ラーメン大好き小泉さん）                                                           | CX             | WAKUWAKU JAPAN | 早見朱莉                                       | 網頁 （页面存档备份，存于） | 2015 春            |
| 7月8日   | 女王偵訊室 特別篇 （）                                                            | EX             | WAKUWAKU JAPAN | 天海祐希                                       | 網頁 （页面存档备份，存于） | 2015 夏            |
| 7月8日   | 房仲女王 限時回歸 （帰ってきた家売るオンナ）                                      | NTV            | 緯來日本台     | 北川景子                                       | 網頁 （页面存档备份，存于） | 2017 春            |
| 7月15日  | 大奧～華之亂～特別篇 （大奥〜華の乱〜スペシャル）                                 | CX             | WAKUWAKU JAPAN | 内山理名                                       | 網頁 （页面存档备份，存于） | 2005 秋            |
| 7月15日  | 搶救老公大作戰 （ウチの夫は仕事ができない）                                                               | NTV            | 緯來日本台     | 錦戶亮                                         | 網頁 （页面存档备份，存于） | 2017 夏            |
| 7月18日  | 愛情敗犬向前衝 （恋がヘタでも生きてます）                                         | YTV            | WAKUWAKU JAPAN | 高梨臨                                         | 網頁 （页面存档备份，存于） | 2017 春            |
| 7月19日  | 夢想結婚 （突然ですが、明日結婚します）                                           | CX             | 緯來日本台     | 西內瑪麗亞                                     | 網頁 （页面存档备份，存于） | 2017 冬            |
| 7月20日  | 無法自拔的愛 （セカンドバージン）                                                                 | NHK            | WAKUWAKU JAPAN | 鈴木京香                                       | 網頁 （页面存档备份，存于） | 2010 秋            |
| 7月21日  | 美食不孤單SP 東京特別篇 （孤独のグルメ お正月スペシャル〜井之頭五郎の長い一日〜） | TX             | 國興衛視       | 松重豐                                         | [ 網頁]                     | 2017 冬            |
| 7月22日  | 大奧 特別篇-另一個故事- （大奥スペシャル〜もうひとつの物語〜）                    | CX             | WAKUWAKU JAPAN | 深田恭子                                       | 網頁 （页面存档备份，存于） | 2006 秋            |
| 7月23日  | 最強的媽媽 栞納！ （カンナさーん!）                                               | TBS            | WAKUWAKU JAPAN | 渡邊直美                                       | 網頁 （页面存档备份，存于） | 2017 夏            |
| 7月23日  | 空中急診英雄3 （コード・ブルー -ドクターヘリ緊急救命- 3rd season）                | CX             | WAKUWAKU JAPAN | 山下智久                                       | 網頁 （页面存档备份，存于） | 2017 夏            |
| 7月25日  | ST破案天團特別篇 （ST〜警視庁科学特捜班〜）                                       | NTV            | 緯來日本台     | 藤原龍也、岡田將生                             | 網頁（页面存档备份，存于）  | 2013 春            |
| 7月27日  | ST破案天團 （ST 赤と白の捜査ファイル）                                            | NTV            | 緯來日本台     | 藤原龍也、岡田將生                             | 網頁（页面存档备份，存于）  | 2014 夏            |
| 7月28日  | 美食不孤單6 （孤独のグルメ Season6）                                              | TX             | 國興衛視       | 松重豐                                         | [ 網頁]                     | 2017 春            |
| 8月1日   | 我可能沒那麼愛你 （あなたのことはそれほど）                                                             | TBS            | 緯來日本台     | 波瑠                                           | 網頁（页面存档备份，存于）  | 2017 春            |
| 8月7日   | 拜金外科醫-Y （ドクターY〜外科医・加地秀樹〜）                                    | auVIDEOPASS EX | WAKUWAKU JAPAN | 勝村政信                                       | 網頁 （页面存档备份，存于） | 2016 夏 ～ 2016 秋 |
| 8月8日   | 飆速宅男戲劇版 （弱虫ペダル）                                                     | BS SKY Perfect | WAKUWAKU JAPAN | 小越勇輝                                       | 網頁 （页面存档备份，存于） | 2016 夏 ～ 2016 秋 |
| 8月11日  | 俠飯 （侠飯〜おとこめし〜）                                                                         | TX             | WAKUWAKU JAPAN | 生瀨勝久                                       | 網頁 （页面存档备份，存于） | 2016 夏            |
| 8月12日  | 大使閣下的料理人 （大使閣下の料理人）                                                             | CX             | WAKUWAKU JAPAN | 櫻井翔                                         | 網頁 （页面存档备份，存于） | 2015 冬            |
| 8月15日  | 俗女進化論 （人は見た目が100パーセント）                                          | CX             | 緯來日本台     | 桐谷美玲                                       | 網頁（页面存档备份，存于）  | 2017 春            |
| 8月18日  | 飆速宅男戲劇版 第2季 （弱虫ペダルSeason2）                                        | BS SKY Perfect | WAKUWAKU JAPAN | 小越勇輝                                       | 網頁 （页面存档备份，存于） | 2017 夏            |
| 8月19日  | 惡女們的手術刀 （悪女たちのメス）                                                               | CX             | WAKUWAKU JAPAN | 仲間由紀惠                                     | 網頁 （页面存档备份，存于） | 2011 秋            |
| 8月24日  | 通靈男女 （お迎えデス。）                                                                     | NTV            | 緯來日本台     | 福士蒼汰                                       | 網頁 （页面存档备份，存于） | 2016 春            |
| 8月26日  | 惡女們的手術刀2 （悪女たちのメス2）                                                              | CX             | WAKUWAKU JAPAN | 仲間由紀惠                                     | 網頁 （页面存档备份，存于） | 2012 秋            |
| 8月27日  | 來自劇場靈的邀請函 （劇場霊からの招待状）                                                           | TBS            | WAKUWAKU JAPAN | AKB48                                          | 網頁 （页面存档备份，存于） | 2015 秋            |
| 8月31日  | 男扮女裝家政婦 （家政夫のミタゾノ）                                                               | EX             | 緯來日本台     | 松岡昌宏                                       | 網頁 （页面存档备份，存于） | 2016 秋            |
| 9月2日   | 全新毛骨悚然撞鬼經驗 （ほんとにあった怖い話 夏の特別編2017）                                                         | CX             | 緯來日本台     | 北川景子、野村周平、遠藤憲一、杉咲花、手越祐也 | 網頁 （页面存档备份，存于） | 2017 夏            |
| 9月27日  | 愛吃拉麵的小泉同學 特別篇Part1 （ラーメン大好き小泉さん2016新春SP）                                               | CX             | WAKUWAKU JAPAN | 早見朱莉                                       | 網頁 （页面存档备份，存于） | 2016 冬            |
| 9月28日  | 愛吃拉麵的小泉同學 特別篇Part2 （ラーメン大好き小泉さん2016年末SP）                                               | CX             | WAKUWAKU JAPAN | 早見朱莉                                       | 網頁 （页面存档备份，存于） | 2016 秋            |
| 10月1日  | 黑百合公寓～序章 （クロユリ団地〜序章）                                           | TBS            | WAKUWAKU JAPAN | 駿河太郎                                       | 網頁 （页面存档备份，存于） | 2013 春            |
| 10月6日  | 贖罪 （贖罪）                                                                         | WOWOW          | 壹電視電影台   | 小泉今日子                                     | [ 網頁]                     | 2012 冬            |
| 10月7日  | 嬌妻出沒注意 （奥様は、取り扱い注意）                                                                 | NTV            | 緯來日本台     | 綾瀨遙                                         | 網頁（页面存档备份，存于）  | 2017 秋            |
| 10月8日  | 校對女王vs時尚惡魔 （地味にスゴイ!DX 校閲ガール・河野悦子）                                                           | NTV            | 緯來日本台     | 石原聰美                                       | 網頁 （页面存档备份，存于） | 2017 夏            |
| 10月9日  | 監獄學園 （監獄学園-プリズンスクール-）                                                                     | MBS            | 龍華動畫台     | 中川大志                                       | [ 網頁]                     | 2015 秋            |
| 10月15日 | 絕景偵探 （絶景探偵｡）                                                            | FCT            | 國興衛視       | 板橋駿谷                                       | 網頁 （页面存档备份，存于） | 2017 冬            |
| 10月16日 | 銀座夜女王 （黒革の手帖）                                                         | EX             | 緯來日本台     | 武井咲                                         | 網頁 （页面存档备份，存于） | 2017 夏            |
| 10月18日 | 謊言戰爭 （嘘の戦争）                                                             | KTV            | WAKUWAKU JAPAN | 草彅剛                                         | 網頁 （页面存档备份，存于） | 2017 冬            |
| 10月20日 | 釣魚迷日記-新入社員 濱崎傳助- （釣りバカ日誌〜新入社員 浜崎伝助〜）               | TX             | WAKUWAKU JAPAN | 濱田岳                                         | 網頁 （页面存档备份，存于） | 2015 秋            |
| 10月22日 | 派遣女醫-X 5 （ドクターX〜外科医・大門未知子〜5）                                 | EX             | WAKUWAKU JAPAN | 米倉涼子                                       | 網頁 （页面存档备份，存于） | 2017 秋            |
| 10月22日 | 陸王 （陸王）                                                                     | TBS            | WAKUWAKU JAPAN | 役所廣司                                       | 網頁 （页面存档备份，存于） | 2017 秋            |
| 10月23日 | 女王偵訊室2 （緊急取調室2）                                                       | EX             | WAKUWAKU JAPAN | 天海祐希                                       | 網頁 （页面存档备份，存于） | 2017 春            |
| 10月30日 | 少女的時代 （ひよっこ）                                                                   | NHK            | 緯來日本台     | 有村架純                                       | 網頁 （页面存档备份，存于） | 2017 春 ～ 2017 夏 |
| 11月9日  | 過保護小姐 （過保護のカホコ）                                                     | NTV            | 緯來日本台     | 高畑充希                                       | 網頁 （页面存档备份，存于） | 2017 夏            |
| 11月24日 | 四重奏 （カルテット）                                                             | TBS            | 公視3台        | 松隆子                                         | 網頁 （页面存档备份，存于） | 2017 冬            |
| 12月3日  | 日本廣島之戀 （恋とか愛とか（仮））                                               | HOME           | 民視無線台     | 請詳見內容                                     | [ 網頁]                     | 2017 秋            |
| 12月11日 | 不落的太陽 （沈まぬ太陽）                                                         | WOWOW          | 客家電視台     | 上川隆也                                       | [ 網頁]                     | 2016 春 ～ 2016 夏 |
| 12月23日 | 不期而愛 （わたしに運命の恋なんてありえないって思ってた）                         | KTV            | WAKUWAKU JAPAN | 多部未華子                                     | 網頁 （页面存档备份，存于） | 2016 秋            |
| 12月30日 | 最後之約 （最後の約束）                                                           | CX             | WAKUWAKU JAPAN | 大野智、櫻井翔、相葉雅紀、二宮和也、松本潤     | 網頁 （页面存档备份，存于） | 2010 冬            |